# Francesc Colomer

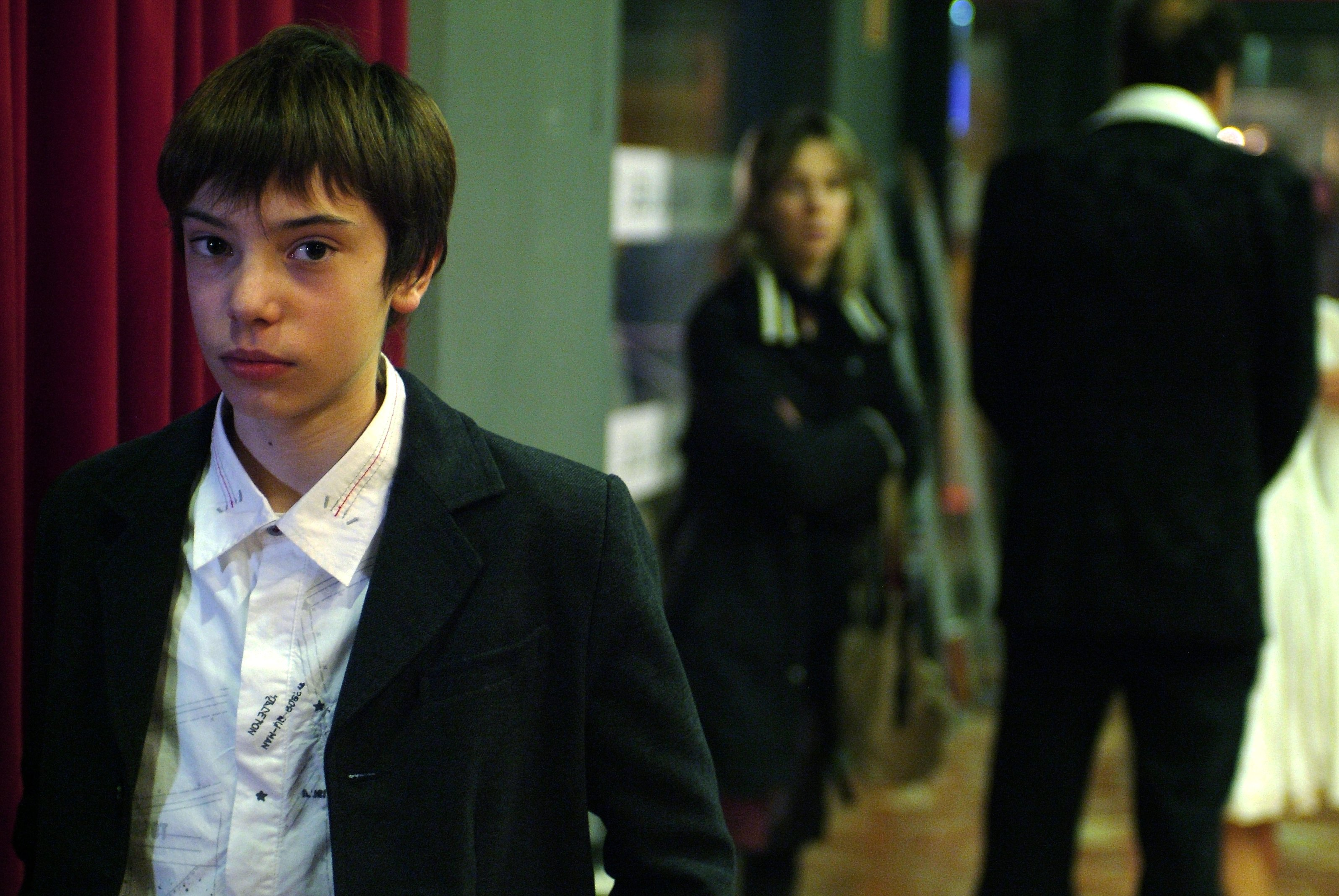
Francesc Colomer

Francesc Colomer (* 8. Juni 1997 in Vic, Provinz Barcelona) ist ein spanischer Nachwuchsschauspieler.

## Leben
Colomer erhielt in dem Film Pa negre von Agustí Villaronga, der am 21. September 2010 beim Festival Internacional de Cine de San Sebastián seine Premiere feierte, seine erste Filmrolle. Der Film wurde von der spanischen Filmakademie als Kandidat für den Oscar als bester fremdsprachiger Film eingereicht. Colomer selbst wurde für seine Rolle von Andreu beim Goya 2011 als bester Nachwuchsdarsteller ausgezeichnet. Ab 2014 war Colomer in insgesamt 12 Folgen der Fernsehserie 39+1 zu sehen.

## Filmografie (Auswahl)
- 2010: Pa negre
- 2013: Barcelona – Eine Sommernacht (Barcelona nit d'estiu)
- 2013: Vivir es fácil con los ojos cerrados
- 2014: 39+1 (Fernsehserie, 12 Folgen)
- 2019: Com si fos ahir (Fernsehserie, 3 Folgen)

## Auszeichnungen
Gaudí
- 2011: Nominierung für die Beste männliche Hauptrolle (Pa negre)

Goya
- 2011: Auszeichnung als Bester Nachwuchsdarsteller (Pa negre)